# Брейтбарт, Антон Яковлевич
Антон Яковлевич Брейтбарт (1901—1986) — советский радиоинженер, специалист в области телевидения, создатель первого советского серийного телевизора Б-2 (1933—1936).

## Биография
Окончил в 1935 году Ленинградский электротехнический институт связи.
Активно участвовал в вводе в эксплуатацию (в 1938 году) электронного Опытного ленинградского телецентра (ОЛТЦ), а затем стал его первым главным инженером.
А. Я. Брейтбарт — автор первого в СССР учебника по телевидению для высших технических учебных заведений.
В годы Великой Отечественной войны занимался разработкой радиолокационных систем.
В 1944 году, параллельно с работами по радиолокации, участвовал в разработке телевизионного стандарта СССР (625 строк).
В 1949—1953 годах под его редакцией вышла серия из пяти книг по зарубежной технике радиолокации.
С 1951 года работал в московской телевизионной лаборатории (впоследствии — ВНИИ приёмной телевизионной техники), с 1957 по 1959 год — в должности главного инженера лаборатории, а затем заместителя директора ВНИИ по научной части.
Являлся ответственным редактором информационного бюллетеня «Телевидение. Приём и ретрансляция», журнала «Вопросы радиоэлектроники», серия «Техника телевидения» (раздел приёмной техники), членом редколлегии журнала «Техника кино и телевидения».
Автор свыше 30 книг и статей по вопросам техники телевидения и радиолокации, изобретатель.